# Diocesi di Phú Cuong
La diocesi di Phú Cuong (in latino Dioecesis Phucuongensis) è una sede della Chiesa cattolica in Vietnam suffraganea dell'arcidiocesi di Hô Chí Minh. Nel 2021 contava 165.002 battezzati su 4.381.206 abitanti. È retta dal vescovo Joseph Nguyễn Tấn Tước.

## Territorio
La diocesi comprende per intero le province vietnamite di Binh Duong e di Tay Ninh, tre distretti della provincia di Binh Phuoc, e il distretto di Cu Chi della municipalità di Ho Chi Minh.
Sede vescovile è la città di Thủ Dầu Một, nella provincia di Binh Duong, dove si trova la cattedrale del Sacro Cuore di Gesù.
Il territorio si estende su 9.543 km² ed è suddiviso in 112 parrocchie.

## Storia
La diocesi è stata eretta il 14 ottobre 1965 con la bolla In animo Nostro di papa Paolo VI, ricavandone il territorio dall'arcidiocesi di Saigon (oggi arcidiocesi di Hô Chí Minh).

## Cronotassi dei vescovi
Si omettono i periodi di sede vacante non superiori ai 2 anni o non storicamente accertati.
- Joseph Phạm Văn Thiên † (14 ottobre 1965 - 10 maggio 1993 ritirato)
- Louis Hà Kim Danh † (10 maggio 1993 succeduto - 22 febbraio 1995 deceduto)
  - Sede vacante (1995-1998)
- Pierre Trần Đình Tứ (5 novembre 1998 - 30 giugno 2012 ritirato)
- Joseph Nguyễn Tấn Tước, succeduto il 30 giugno 2012

## Statistiche
La diocesi nel 2021 su una popolazione di 4.381.206 persone contava 165.002 battezzati, corrispondenti al 3,8% del totale.
| anno | popolazione | popolazione | popolazione | presbiteri | presbiteri | presbiteri | presbiteri                | diaconi | religiosi | religiosi | parrocchie |
| anno | battezzati  | totale      | %           | numero     | secolari   | regolari   | battezzati per presbitero | diaconi | uomini    | donne     | parrocchie |
| ---- | ----------- | ----------- | ----------- | ---------- | ---------- | ---------- | ------------------------- | ------- | --------- | --------- | ---------- |
| 1970 | 51.708      | 726.619     | 7,1         | 63         | 57         | 6          | 820                       |         | 11        | 116       | 17         |
| 1974 | 50.494      | 887.056     | 5,7         | 56         | 52         | 4          | 901                       |         | 35        | 171       | 14         |
| 1995 | 84.994      | 2.000.000   | 4,2         | 66         | 65         | 1          | 1.287                     | 5       | 12        | 67        | 68         |
| 1999 | 103.563     | 2.150.000   | 4,8         | 69         | 64         | 5          | 1.500                     |         | 32        | 173       | 58         |
| 2003 | 111.311     | 2.311.404   | 4,8         | 101        | 91         | 10         | 1.102                     |         | 59        | 213       | 64         |
| 2004 | 113.238     | 2.240.857   | 5,1         | 101        | 91         | 10         | 1.121                     |         | 48        | 184       | 64         |
| 2013 | 141.239     | 2.953.937   | 4,8         | 161        | 121        | 40         | 877                       |         | 192       | 577       | 96         |
| 2016 | 144.222     | 3.356.000   | 4,3         | 160        | 133        | 27         | 901                       |         | 451       | 664       | 103        |
| 2019 | 154.871     | 4.037.500   | 3,8         | 162        | 135        | 27         | 955                       |         | 436       | 794       | 107        |
| 2021 | 165.002     | 4.381.206   | 3,8         | 182        | 147        | 35         | 906                       |         | 494       | 875       | 112        |